# Roman (Bałaszczuk)
Roman, imię świeckie Mykoła Bałaszczuk (ur. 24 marca 1953 w Błudnikach) – biskup Kościoła Prawosławnego Ukrainy (do 2018 Ukraińskiego Autokefalicznego Kościoła Prawosławnego), od 2005 metropolita winnicki i bracławski.

## Życiorys
Początkowo był duchownym Rosyjskiego Kościoła Prawosławnego. Święcenia diakonatu przyjął 10 grudnia 1977, a prezbiteratu 16 kwietnia 1978. Służył w parafiach w obwodzie iwanofrankiwskim.
21 maja 1990 r. złożył wieczyste śluby mnisze z imieniem Roman. Następnego dnia w cerkwi w Sołukowie został przez zwierzchnika („pierwszego hierarchę”) Ukraińskiego Autokefalicznego Kościoła Prawosławnego Jana (Bodnarczuka) wyświęcony na biskupa czernihowskiego i sumskiego. 5 czerwca 1992 r. otrzymał godność arcybiskupa. W latach 1992–1995 był ordynariuszem eparchii rówieńskiej (z tytułem arcybiskupa rówieńskiego i ostrogskiego) w Ukraińskim Kościele Prawosławnym Patriarchatu Kijowskiego. W 1995 r. powrócił do Ukraińskiego Autokefalicznego Kościoła Prawosławnego, gdzie stanął na czele eparchii winnicko-bracławskiej. 5 lutego 2005 r. otrzymał godność metropolity.